# Holly Marie Combs
Holly Marie Combs (San Diego, California, 3 de diciembre de 1973) es una actriz estadounidense que ha trabajado en diversas películas y series de televisión, siendo particularmente conocida por su papel de Piper Halliwell en la serie de televisión Charmed. 
La serie Charmed comenzó en 1998 y terminó en 2006, y desde 2002 hasta 2006 Holly fue, además de una de sus actrices protagonistas, productora de la serie.
Fue también actriz protagonista en la serie de televisión Picket Fences.

## Primeros años
Holly Marie Combs nació en San Diego (California) cuando su madre, Lauralei Combs (nacida Lauralei Berckhem) tenía solo 15 años. Lauralei se casó con el padre biológico de Holly, pero se separaron dos años después, porque sentían que eran demasiado jóvenes para estar casados.
Cuando aprendía a andar de pequeña se golpeó contra una mesa de mármol, quedándole una cicatriz en su ceja derecha.
Cuando Holly tenía siete años se mudó con su madre a la ciudad de Nueva York, donde Holly acudió a la escuela Beekman Hill Elementary. Su madre y ella se mudaban constantemente.
Holly estuvo viviendo en varios hogares diferentes con su madre, a menudo teniendo muy poca privacidad, mientras la madre de Holly intentaba conseguir una carrera como actriz. Holly tenía 12 años cuando su madre se casó con su padrastro.
Posteriormente ingresó en la Professional Children's School of Performance. La belleza de Holly comenzó a llamar la atención y consiguió aparecer en diferentes comerciales y anuncios impresos. Holly pronto empezó a adorar actuar, siguiendo los pasos de su madre.

## Carrera profesional
Holly solo tuvo un número de papeles minoritarios a finales de los años 1980, incluyendo un pequeño papel en Nacido el 4 de julio de Oliver Stone. 
El gran debut de Holly llegó en 1992 con el drama Picket Fences. Holly se presentó para el papel de Kimberley mientras estaba en Nueva York. El agente del casting le dijo que ella no era adecuada para el papel porque "no tenía un corazón suficientemente grande"; Holly replicó: "Si está buscando a alguien con un gran corazón, ¿qué diablos está haciendo usted en Nueva York?". Holly inmediatamente consiguió el trabajo. Picket Fences se emitió durante cuatro años, tiempo en el que Holly consiguió el reconocimiento de la crítica y un Young Actor's Award (mejor actriz juvenil).
Entre esta serie y su siguiente gran éxito, Holly apareció en varias películas para cine y televisión, entre las que destaca Our Mother's Murder (El asesinato de nuestra madre), basada en un caso real, donde interpreta el papel de Alex Morrell.

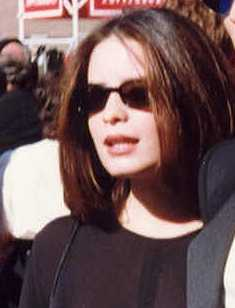
Holly Marie Combs en los Emmy Awards en 1991.

Holly estaba con su mejor amiga Shannen Doherty cuando vio el argumento de la serie Charmed en el asiento trasero de un coche. Holly le dijo a Shannen que quería presentarse al casting. Cuando ambas lo hicieron, Holly se presentó para el papel de Prue Halliwell y Shannen para el de Piper Halliwell, pero acabaron cada una obteniendo los papeles de la otra porque no "encajaban".
Más tarde su gran oportunidad llegaría de la mano de su gran amiga Shannen Doherty, quien tras ser seleccionada para representar el papel de Prue Halliwell en el episodio piloto de la serie Charmed propuso a los productores y directores de la misma a Holly para el papel de Piper Halliwell. Pero no todo fue tan fácil. Holly tuvo que hacer la audición para el canal que emitiría la serie, la antigua The WB, cuyos directivos manifestaron que no se encontraban conformes con Holly Marie Combs interpretando dicho papel. Fue entonces cuando Aaron Spelling intervino y se comprometió a que en caso de que la actriz hiciese su papel en el episodio piloto (no emitido) y aun así siguiese sin gustar, la productora se haría cargo de los costes a la hora de realizar un nuevo proceso para la selección de otra actriz. Finalmente la serie se estrenó en 1998 con un gran éxito de audiencia que convirtió a esta serie en un éxito naciente y a sus tres protagonistas en estrellas.
Alyssa Milano, protagonista junto a ellas en la serie, y Holly se convirtieron en productoras de la serie en la cuarta temporada. Charmed fue una serie exitosa, que comenzó a emitirse el 7 de octubre de 1998 y acabó el 21 de mayo de 2006.
Después de Charmed y tras tomarse un tiempo para estar con su familia, Holly volvió a la televisión con la película Point of Entry (también titulada en Estados Unidos como Panic Button), donde interpretó a Kathy Alden. También salió en el principio de Ocean's Eleven como una jugadora de póker.
Desde 2010 hasta 2017 interpretó el papel de Ella Montgomery, la madre de Aria Montgomery, una de las protagonistas en la exitosa serie Pretty Little Liars durante las tres primeras temporadas como personaje principal y desde la cuarta a la séptima como recurrente. 
En 2019 apareció en un capítulo de Grey's Anatomy junto a Alyssa Milano, antigua compañera de Charmed, donde ambas interpretaban a dos hermanas, haciendo referencia a la serie que protagonizaron años atrás.

## Vida personal
En 1993, Holly se casó con Brian "Travis" Smith, pero se divorciaron en 1997. Luego, Holly formó una nueva pareja con Storm Lyndon, pero rompieron en 2000. Desde 2001, Holly ha vivido con David W. Donoho, quien trabajó como técnico en Charmed. Se casaron el 14 de febrero de 2004, y tuvieron un hijo, Finley Arthur Donoho Combs, el 26 de abril de 2004. El 26 de octubre de 2006 tuvieron a su segundo hijo, Riley Edward Donoho Combs, y el 26 de mayo de 2009 tuvieron a su tercer hijo, Kelley James Donoho. Ella y su esposo comentaron que no se sentían cómodos dando la noticia del embarazo porque este era considerado de alto riesgo y guardaron la noticia hasta que todos estuvieran sanos y salvos en su casa. En noviembre de 2011 Holly pidió el divorcio de su segundo matrimonio debido a diferencias irreconciliables. Fue pareja del músico Josh Hallbauer (Josh Cocktail) del grupo Radical Something.

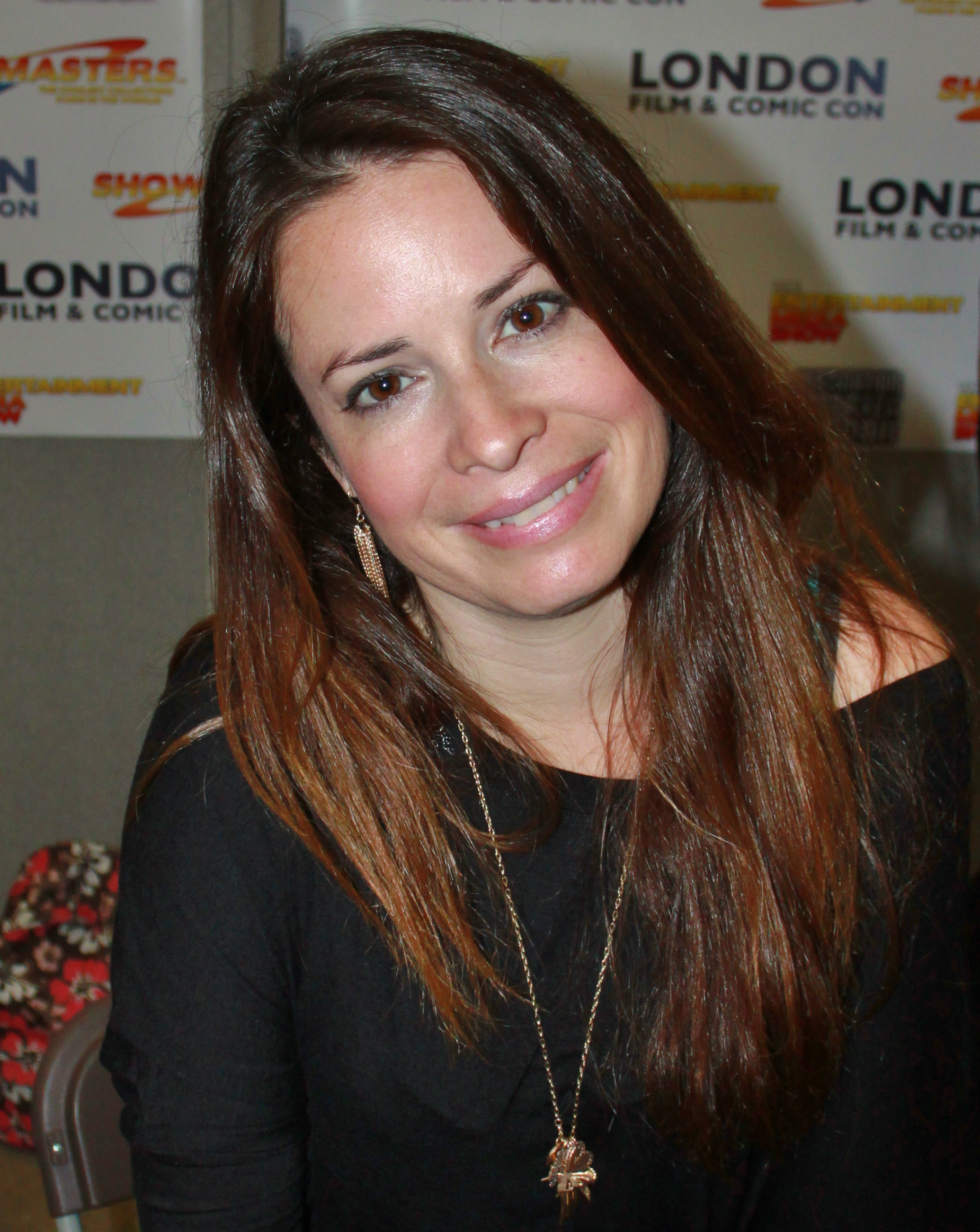
Holly Marie Combs firmando autógrafos.

Holly vive en Bell Canyon, San Fernando Valley, California, donde tiene una gran colección de animales, ya que los adora. Entre ellos hay 3 caballos, 5 perros, 3 gatos, 2 pájaros, 7 conejos y un pez. Holly también tenía una tortuga, pero tuvo que llevársela de la casa por el riesgo de salmonela que correría su hijo Finley. Pero la tortuga fue a un buen hogar, en el estanque de una querida amiga de Holly. Holly tenía en el pasado además 2 hámsteres y un husky llamado Wiley, que entregó a Don Johnson.
Es amiga de las actrices y los actores Shannen Doherty, Brian Krause, Drew Fuller, Ron Perlman, Alyssa Milano, Charisma Carpenter y Sarah Michelle Gellar.
Holly es una activista contra el cáncer de mama.
En 2020 culpó al presidente Donald Trump por la muerte de su abuelo, quien falleció por complicaciones relacionadas con el COVID-19.

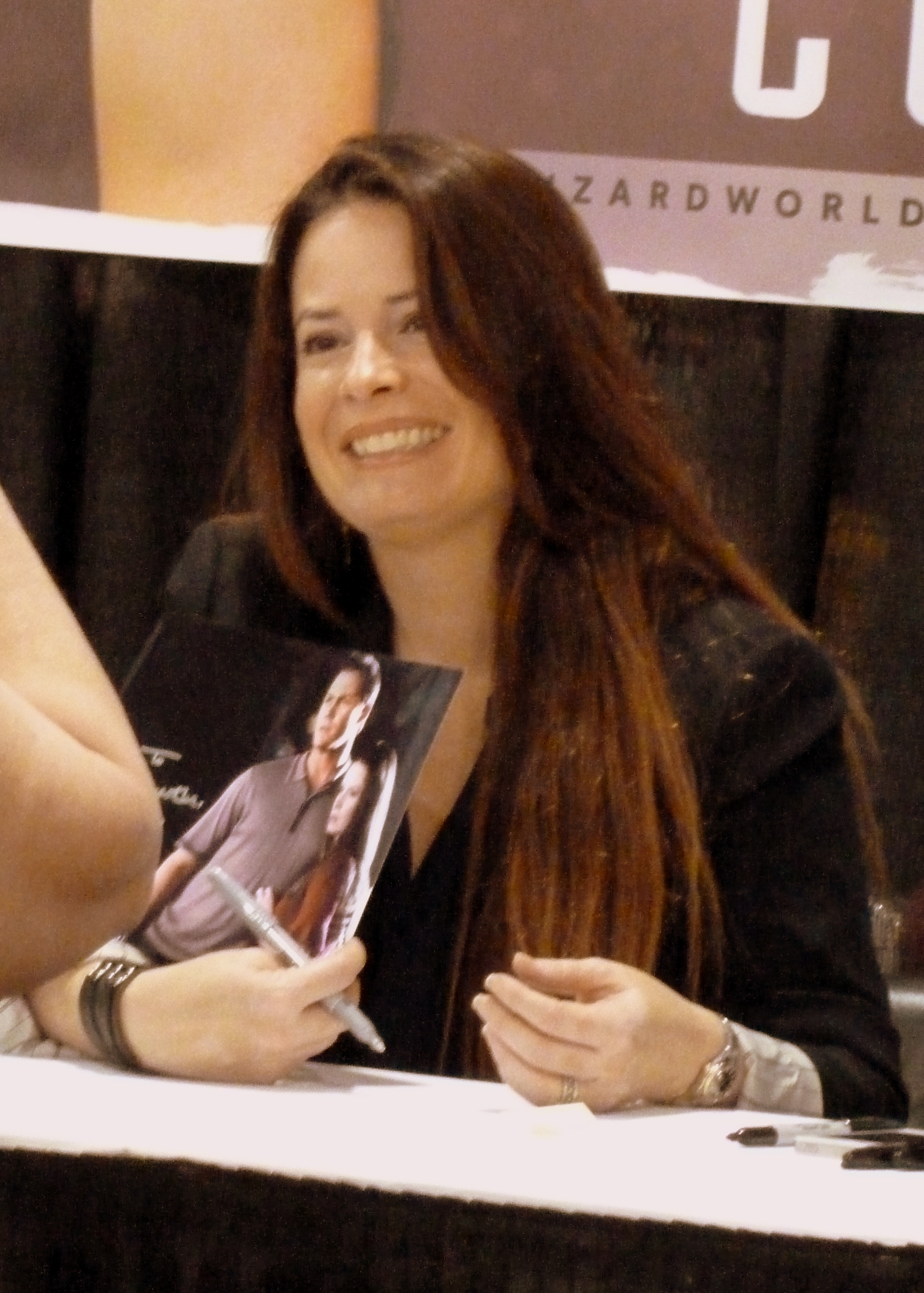
Holly en una firma.

## Filmografía

### Películas
| Año  | Título                              | Personaje         |
| ---- | ----------------------------------- | ----------------- |
| 1988 | Sweet Hearts Dance                  | Dens Boon         |
| 1989 | Historias de Nueva York             | Chica             |
| 1989 | Nacido el 4 de julio                | Jenny Turner      |
| 1990 | Hotel Terror                        | Kristen Vast      |
| 1991 | Nobody Can Hear You Scream          | Melinda Ashwood   |
| 1992 | Simple Men                          | Kim Fields        |
| 1992 | Dr. Giggles                         | Jennifer Campbell |
| 1992 | Chain of Desire                     | Diana Richards    |
| 1994 | Danielle Steel's A Perfect Stranger | Amanda Hale       |
| 1994 | Island City                         | Erin Sloan        |
| 1995 | A Reason to Believe                 | Sharon Digby      |
| 1995 | Speed Dating                        | Pam Thomas        |
| 1995 | Evil in the Basement                | Karen Ford        |
| 1996 | Sins of Silence                     | Sophie DiMattio   |
| 1997 | Daughters                           | Alex Morell       |
| 1997 | Love's Deadly Triangle              | Diane Zamora      |
| 2001 | Ocean's Eleven                      | Holly             |
| 2003 | See Jane Date                       | Natasha Nutley    |
| 2007 | Panic Button                        | Katherine Alden   |
| 2009 | Mistresses                          | Janey Satterfield |
| 2016 | Love´s Complicated                  | Lea Townsend      |

### Televisión
| Año       | Serie               | Personaje       | Notas                     |
| --------- | ------------------- | --------------- | ------------------------- |
| 1990      | The Guiding Light   | Louisa Young    | 2 episodios               |
| 1991-1994 | As the World Turns  | Denise Jones    | 5 episodios               |
| 1991      | Rockenwagner        | Emma Jacobs     | 1 episodio                |
| 1992      | Mr Right            | Penny Lenz      | 1 episodio                |
| 1992-1996 | Picket Fences       | Kimberly Brock  | 87 episodios              |
| 1997      | Relativity          | Anne Pryce      | 1 episodio                |
| 1998-2006 | Charmed             | Piper Halliwell | Principal (178 episodios) |
| 2001      | Loomis              | Emily Jennings  | 1 episodio                |
| 2010-2017 | Pretty Little Liars | Ella Montgomery | 86 episodios              |
| 2019      | Grey's Anatomy      | Heidi Peterson  | 1 episodio                |

### Producción
| Año       | Título     | Notas                       |
| --------- | ---------- | --------------------------- |
| 2002-2006 | Charmed    | Productora Temporadas 5 - 8 |
| 2009      | Mistresses | Co-Productora               |

### Escritora
| Año  | Título     | Notas |
| ---- | ---------- | ----- |
| 2009 | Mistresses | Idea  |

### Premios / Nominaciones
| Año  | Proyecto                  | Institución                | Categoría                                                                       | Resultado |
| ---- | ------------------------- | -------------------------- | ------------------------------------------------------------------------------- | --------- |
| 1993 | Picket Fences (1992)      | Young Artist Awards        | Mejor Actriz Juvenil en una Serie de Televisión.                                | Ganadora. |
| 1994 | Picket Fences (1992)      | Young Artist Awards        | Actuación sobresaliente de un conjunto en una serie de televisión.              | Nominada. |
| 1995 | A Perfect Stranger (1994) | Young Artist Awards        | Mejor actuación de una actriz juvenil en una miniserie o especial de televisión | Nominada- |
|      | Picket Fences (1992)      | Screen Actors Guild Awards | Actuación sobresaliente de un conjunto en una serie dramática.                  | Nominada. |